# Albrecht von Bernstorff den yngre
Albrecht Theodor Andreas von Bernstorff, född 6 mars 1890, död 23 april 1945 i Berlin, var en tysk greve, diplomat och bankir, anklagad för 20 juli-attentatet mot Adolf Hitler. Han blev dödad av Gestapo i krigets slutskede.